# Triệu Hựu Đình
Triệu Hựu Đình (sinh ngày 25 tháng 9 năm 1984) là nam diễn viên điện ảnh Đài Loan.

## Tiểu sử
Anh là con trai của nam diễn viên kiêm người dẫn chương trình Triệu Thụ Hải (Allen Chao), mẹ là một ca sĩ, có một anh trai là Triệu Trung Đình sinh năm 1981. Năm 2000, Triệu Hựu Đình theo gia đình sang Canada định cư và học tập. Năm 2007, sau khi tốt nghiệp Đại học Victoria (Canada) văn bằng kép ngành Khoa học xã hội và Kinh tế học, anh trở về Đài Loan để thử sức với vai trò diễn viên.

## Sự nghiệp
Năm 2009, anh bắt đầu sự nghiệp diễn xuất của mình với vai chính trong bộ phim truyền hình Bĩ Tử Anh Hùng (Black & White). Chính vai diễn này đã giúp anh nổi tiếng và thắng giải "Nam diễn viên xuất sắc nhất" tại Giải Kim Chung lần thứ 44, đồng thời còn nhận được đề cử cho giải thưởng Bạch Ngọc Lan lần thứ 16 tại nội địa Trung Quốc.
Năm 2010, anh tham gia diễn xuất trong bộ phim điện ảnh đầu tiên Monga (đạo diễn Nữu Thừa Trạch). Bộ phim thành công cả về danh tiếng và doanh thu, đạt thành tích phòng vé cao ở Đài Loan và nhiều giải thưởng lớn. Riêng Triệu Hựu Đình nhận được giải "Diễn viên mới xuất sắc" tại Liên hoan phim Châu Á (Asian Film Awards) tổ chức lần thứ 5.
Năm 2012, anh gặt hái được nhiều thành công khi tham gia một số bộ phim: Love, đạt tỉ suất lượt xem cao nhất ở Bắc Mỹ danh mục phim Trung Quốc; First Time, đóng cặp với Angelababy, dẫn đầu bảng xếp hạng 2 tuần.
Năm 2013, anh tiếp tục gây dấu ấn với diễn xuất trong Gửi thanh xuân đã qua của chúng ta (So Young) và Địch Nhân Kiệt: Thần đô Long Vương của đạo diễn Từ Khắc. Cả hai bộ phim đều đạt thành tích doanh thu cao, giúp anh thuận lợi tiến quân vào thị trường Trung Quốc phát triển sự nghiệp.
Năm 2015, anh tham gia diễn xuất trong bộ phim thám hiểm định dạng 3D: Chín tầng tháp quỷ, chuyển thể từ tiểu thuyết bán chạy nhất 2006 - Ma thổi đèn và phim Cổng chiến binh (The Warriors Gate), công chiếu năm 2016.
Năm 2017, anh tham gia bộ phim truyền hình Tam sinh tam thế thập lý đào hoa có đề tài cổ trang huyền huyễn được chuyển thể từ tiểu thuyết cùng tên của tác giả Đường Thất Công Tử. Bộ phim phát sóng từ ngày 30 tháng 1 đến ngày 1 tháng 3 năm 2017, khi kết thúc phát sóng đã đạt hơn 30 tỷ lượt xem trực tuyến.

## Đời tư
Ngày 17 tháng 4 năm 2012, trong buổi họp báo của phim Đặc vụ kim cương (痞子英雄：全面開戰) tại Bắc Kinh, Triệu Hựu Đình thừa nhận đang hẹn hò với nữ diễn viên Cao Viên Viên: "Viên Viên thực sự là một cô gái tốt, tôi trân trọng cô ấy, hãy bảo vệ cô ấy, đừng làm cô ấy tổn thương". Cao Viên Viên và Triệu Hựu Đình nảy sinh tình cảm trong thời gian qua phim điện ảnh Tìm kiếm (搜索) của đạo diễn Trần Khải Ca. Ngày 5 tháng 6 năm 2014, cặp đôi đăng kí kết hôn tại Bắc Kinh.
Ngày 28 tháng 11 năm 2014, cặp đôi tổ chức đám cưới tại khách sạn Le Meridien Taipei ở Đài Bắc, Đài Loan.

## Danh sách phim

### Phim điện ảnh
| Năm  | Tựa đề                             | Tựa đề gốc               | Đạo diễn        | Vai             | Bạn diễn                                                                      |
| ---- | ---------------------------------- | ------------------------ | --------------- | --------------- | ----------------------------------------------------------------------------- |
| 2010 | Phố đèn đỏ                         | 艋舺                     | Nữu Thừa Trạch  | Muỗi            | Nguyễn Kinh Thiên                                                             |
| 2012 | Đặc vụ kim cương                   | 痞子英雄首部曲：全面開戰 | Thái Nhạc Huân  | Ngô Anh Hùng    | Hoàng Bột                                                                     |
| 2012 | Yêu                                | 愛                       | Nữu Thừa Trạch  | Mark            | Triệu Vy, Thư Kỳ, Nguyễn Kinh Thiên, Bành Vu Yến                              |
| 2012 | Tìm kiếm                           | 搜索                     | Trần Khải Ca    | Dương Thủ Thành | Cao Viên Viên                                                                 |
| 2012 | Lần đầu tiên                       | 第一次                   | Hàn Diên        | Cung Ninh       | Angelababy, Hoàng Hiên                                                        |
| 2013 | Gửi thanh xuân đã qua của chúng ta | 致我们终将逝去的青春     | Triệu Vy        | Trần Hiếu Chính | Dương Tử San, Hàn Canh, Trịnh Khải                                            |
| 2013 | Địch Nhân Kiệt: Thần đô Long Vương | 狄仁杰之神都龙王         | Từ Khắc         | Địch Nhân Kiệt  | Lưu Gia Linh, Phùng Thiệu Phong, Lâm Canh Tân, Angelababy                     |
| 2014 | Anh hùng du côn                    | 痞子英雄2：黎明再起      | Thái Nhạc Huân  | Ngô Anh Hùng    | Hoàng Bột, Lâm Canh Tân                                                       |
| 2015 | Chín tầng yêu tháp                 | 九层妖塔                 | Lục Xuyên       | Hồ Bát Nhất     | Diêu Thần                                                                     |
| 2016 | Cổng chiến binh                    | 勇士之门                 | Matthias Hoene  | Triệu Võ Sĩ     | Nghê Ni                                                                       |
| 2017 | Nam Cực tuyệt luyến                | 南極絕戀                 | Ngô Hữu Âm      | Ngô Phú Xuân    | Dương Tử San                                                                  |
| 2018 | Địch Nhân Kiệt Tứ Đại Thiên Vương  | 狄仁傑之四大天王         | Từ Khắc         | Địch Nhân Kiệt  | Lưu Gia Linh, Phùng Thiệu Phong, Lâm Canh Tân, Nguyễn Kinh Thiên, Mã Tư Thuần |
| 2019 | Lan Tâm đại kịch viện              | 兰心大剧院               | Lâu Diệp        | Đàm Nột         | Củng Lợi, Odagiri Joe                                                         |
| 2020 | Âm Dương Sư: Tình Nhã Tập          | 侍神令                   | Quách Kính Minh | Tình Minh       | Đặng Luân                                                                     |

### Phim truyền hình
| Năm  | Tựa đề                                              | Bạn diễn                   | Vai                   |
| ---- | --------------------------------------------------- | -------------------------- | --------------------- |
| 2009 | Bĩ tử anh hùng (痞子英雄)                           |                            | Ngô Anh Hùng          |
| 2017 | Tam sinh tam thế thập lý đào hoa (三生三世十里桃花) | Dương Mịch                 | Dạ Hoa/Mặc Uyên       |
| 2017 | Quán ăn đêm khuya (深夜食堂)                        | Huỳnh Lỗi                  | Mã Khắc (tập 6, 7, 8) |
| 2018 | Vinh quang bình phàm (平凡的荣耀)                   | Bạch Kính Đình,Kiều Hân    | Ngô Khác Chi          |
| 2023 | vấn tâm                                             | Mao Hiểu Đồng,Kim Thế Giai | Chu Tiểu Phong        |

## Giải thưởng
| Năm  | Giải thưởng                                                                                 | Hạng mục                              | Phim                               | Kết quả   |
| ---- | ------------------------------------------------------------------------------------------- | ------------------------------------- | ---------------------------------- | --------- |
| 2009 | Kim Chung lần thứ 44 (44th Golden Bell Awards)                                              | Nam diễn viên chính xuất sắc nhất     | Bĩ tử anh hùng (Black & White)     | Đoạt giải |
| 2010 | Giải Bạch Ngọc Lan lần thứ 16 (16th Shanghai Television Festival)                           | Nam diễn viên chính xuất sắc nhất     | Bĩ tử anh hùng (Black & White)     | Đề cử     |
| 2010 | Liên hoan phim Đài Bắc lần thứ 12 (12th Taipei Film Festival)                               | Nam diễn viên chính xuất sắc nhất     | Phố đèn đỏ (Monga)                 | Đề cử     |
| 2010 | Liên hoan phim Đài Bắc lần thứ 12 (12th Taipei Film Festival)                               | Nam diễn viên mới xuất sắc nhất       | Phố đèn đỏ (Monga)                 | Đề cử     |
| 2010 | LHP Điện ảnh Châu Á - Thái Bình Dương lần thứ 54 (54th Asia-Pacific Film Festival)          | Nam diễn viên chính xuất sắc nhất     | Phố đèn đỏ (Monga)                 | Đề cử     |
| 2010 | LHP Điện ảnh Châu Á lần thứ 5 (5th Asian Film Awards)                                       | Diễn viên mới xuất sắc nhất           | Phố đèn đỏ (Monga)                 | Đoạt giải |
| 2011 | Giải thưởng Điện ảnh Hán ngữ lần thứ 11 (11th Chinese Film Media Awards)                    | Nam diễn viên mới xuất sắc nhất       | Phố đèn đỏ (Monga)                 | Đề cử     |
| 2013 | Hoa Biểu lần thứ 15 (15th Huabiao Awards)                                                   | Nam diễn viên Trung Quốc nổi bật nhất | Tìm kiếm                           | Đoạt giải |
| 2014 | Giải thưởng Hiệp hội đạo diễn Trung Quốc lần thứ 5 (5th China Film Director's Guild Awards) | Nam diễn viên chính xuất sắc nhất     | Gửi thanh xuân đã qua của chúng ta | Đề cử     |
| 2014 | LHP Châu Á lần thứ 8 (8th Asian Film Awards)                                                | Nam diễn viên phụ xuất sắc nhất       | Gửi thanh xuân đã qua của chúng ta | Đề cử     |
| 2015 | Hoa Đỉnh lần thứ 16 (16th Huading Awards)                                                   | Nam diễn viên chính xuất sắc nhất     | Black & White: The Dawn of Justice | Đoạt giải |
| 2015 | Giải thưởng Điện ảnh Hán ngữ lần thứ 15 (15th Chinese Film Media Awards)                    | Nam diễn viên chính xuất sắc nhất     | Black & White: The Dawn of Justice | Đề cử     |
| 2015 | Liên hoan phim Trung Quốc lần thứ 7 (7th China Image Film Festival)                         | Nam diễn viên chính xuất sắc nhất     | Chín tầng yêu tháp                 | Đoạt giải |
| 2017 | Giải Bạch Ngọc Lan lần thứ 23 (23rd Shanghai Television Festival)                           | Nam diễn viên chính xuất sắc nhất     | Tam sinh tam thế thập lý đào hoa   | Đề cử     |

## MV và Âm nhạc
| Năm  | Tên                | Nghệ sĩ hát                        | OST           |
| ---- | ------------------ | ---------------------------------- | ------------- |
| 2009 | "Crying Out"       | CoLoR                              | Black & White |
| 2009 | "Rogue Justice"    | CoLoR & Triệu Hựu Đình             | Black & White |
| 2009 | "Ruffian and Hero" | Trâu Thừa Ân & Triệu Hựu Đình      | Black & White |
| 2010 | "Tonight Tonight"  | Nguyễn Kinh Thiên & Triệu Hựu Đình | Monga         |
|      | "We Are Not Enemy" | Triệu Hựu Đình                     |               |
| 2012 | "Me and You"       | Triệu Hựu Đình                     | First time    |
| 2012 | "Stand by Me"      | Triệu Hựu Đình                     | First time    |
| 2012 | "Cry Like a Child" | Triệu Hựu Đình                     | First time    |
| 2012 | "Good Man"         | Triệu Hựu Đình                     | First time    |